# Merumea
Merumea es un género con dos especies de plantas fanerógamas perteneciente a la familia de las rubiáceas. 
Es nativa de Guyana.

## Especies
- Merumea coccocypseloides Steyerm. (1972).
- Merumea plicata Steyerm. (1972).